# CPT-инвариантность
CPT-инвариантность (англ. Charge, Parity, Time) — это фундаментальная симметрия физических законов при преобразованиях, включающих одновременную инверсию зарядового сопряжения, чётности и времени.

## История
Открытия в конце 1950-х выявили нарушения P-симметрии в слабых взаимодействиях, также хорошо известны нарушения C-симметрии. Некоторое время считалось, что CP-симметрия сохраняется во всех физических явлениях, но позже стало ясно, что это не так.
С другой стороны, есть теорема, в которой выводится сохранение CPT-симметрии для всех физических явлений, исходя из правильности квантовых законов и лоренц-инвариантности. Более точно: CPT-теорема утверждает, что любая лоренц-инвариантная локальная квантовая теория поля с эрмитовым гамильтонианом должна иметь CPT-симметрию.
CPT-теорема впервые появилась в работе Джулиана Швингера в 1951 г. для доказательства связи спина и статистики. В 1954 г. Герхарт Людерс и Вольфганг Паули получили более строгое доказательство, поэтому иногда теорему называют теоремой Людерса-Паули. В то же время и независимо теорема была доказана Джоном Стюартом Беллом. Эти доказательства основаны на корректности лоренц-инвариантности и принципе локальности во взаимодействии квантовых полей. Впоследствии Рес Джост дал более общее доказательство в рамках аксиоматической квантовой теории поля.

## Вывод
В нестрогом выводе можно взять преобразование Лоренца в определенном направлении — назовём его {\displaystyle z}. Если мы усложним группу Лоренца, мнимый буст с параметром буста {\displaystyle \mathrm {i} \pi } приведёт к тому, что {\displaystyle t} устремится к {\displaystyle -t}, а {\displaystyle z} устремится к {\displaystyle -z}. Если затем выполнить дополнительное вращение {\displaystyle \pi } в плоскости xy, мы получаем комбинацию P и CT. Комбинация CT появляется здесь вместо T, потому что мы имеем дело с унитарным преобразованием, а не с антиунитарным. Предположив, что операция комплексного роста корректна как симметрия, мы получаем состояние, которое описывается теми же законами. Это даёт нам CPT-теорему.

## CPT-инвариантность и антивещество
В силу CPT-теоремы доказывается строгое соответствие между веществом и антивеществом. В частности, у частицы и античастицы точно равны масса и магнитный момент, их электрические заряды равны по модулю и противоположны по знаку, а спины равны по модулю и противоположны по направлению.
На диаграммах Фейнмана античастица эквивалентна частице, идущей назад во времени. В силу этого диаграммы, например, эффекта Комптона и аннигиляции электрон-позитронной пары эквивалентны и дают одни и те же значения амплитуд.

## Следствия и подтексты
Следствие этого вывода в том, что нарушение CPT автоматически ведёт к нарушению лоренц-инвариантности.
Подтекст CPT-симметрии состоит в том, что зеркальное отображение нашей Вселенной — импульсы и положения всех объектов отражены в мнимой плоскости (что соответствует инверсии чётности), вся материя заменена на антиматерию (что соответствует инверсии заряда) и обращена во времени — будет вести себя так же, как и наша вселенная. В любой момент соответствующих времён две вселенные будут идентичны, и преобразование CPT запросто превратит одну в другую. CPT-симметрия считается фундаментальным качеством физических законов.
Для сохранения этой симметрии каждое нарушение комбинированной симметрии двух её компонент (например, CP) должно иметь соответствующее нарушение в третьей компоненте (например, T); на самом деле, математически, это одна и та же вещь. Таким образом, нарушения T-симметрии часто относят к нарушениям CP-инвариантности.
CPT-теорема может быть обобщена для учёта пин групп.